# NEMS Enterprises
NEMS Enterprises é uma gravadora latino-americana de metal, com sede na Argentina, que começou apenas como uma distribuidora local e se tornou gravadora depois de lançar o primeiro álbum da banda brasileira Angra, "Angels Cry". 
A gravadora também lança trabalhos de bandas como Blind Guardian, Nightwish, Rhapsody of Fire, entre outras.